# 蒯通
蒯通（かいとう 生没年未詳）は、秦末から前漢初期にかけての説客。本名は蒯徹（かいてつ）であるが、漢の武帝の名と同じであるので、同じ意味を持つ通の名で後世呼ばれた。
後漢末に劉表や曹操に仕えた政治家・武将の蒯越・蒯良は蒯通の子孫であると伝わる。

## 経歴
范陽（現在の河北省保定市定興県）の人。陳勝・呉広の乱で挙兵し趙へ攻め込んでいた武臣とその副将張耳と陳余が城攻めで苦戦し、北東の范陽へ転戦した際に、慌てふためいた范陽の県令を宥めて、地元の弁士として武臣の陣営に赴いて「県令たちは内心降伏したいのだが、その後の報復を恐れている。印綬を城主に預けて権力を保持させて報復されないようにすれば、皆降伏する」と助言した。これに従った武臣は張耳と陳余の進言で趙の城を次々と降伏させ、秦から趙を奪い取ることに成功した。
楚漢戦争期には、経緯は不明だが漢王劉邦から北伐の命を受けた大将軍韓信の下にいた。韓信が斉王田広を攻めようとした時、劉邦からの使者・酈食其が田広を降伏させていた。しかし韓信に対して「将軍は漢王から撤退の命を受けていません。このままでは、将軍の功績は一介の儒者（酈食其のこと）に劣ってしまいますぞ」と強弁して、軍備を解いていた斉へ攻め込ませ、酈食其を死に追いやるものの、斉の平定を成功させた。
それから間もなく、韓信に「今なら、漢王へ『斉を慰撫のため治めたい』と言えば王になれる」と説き、劉邦に斉王即位を認めさせた。さらに韓信を大国斉を地盤として独立させ、劉邦（漢）、項羽（楚）に対抗出来る第三勢力の首領にし、ゆくゆくは天下を狙わせようと図るも、韓信は大いに悩んだ末、結局これに乗らなかった。このままでは、自分が韓信に劉邦への謀反を勧めたと誅殺されかねないとして、発狂した風に装って韓信のもとから離れた。
紀元前201年、曹参が斉の相国になると、要請されて彼の賓客となった。人材を求める場合に礼を尽くすよう勧めたため、斉は安定し曹参は賢相として称えられた。
紀元前196年、韓信が謀反を起こそうとしたが捕らえられた。処刑される際に韓信が「あの時、蒯通の言うことを聞いていれば、こうはならなかっただろう」と吐露したことが劉邦に報告されると、劉邦は蒯通も謀反の片割れであるとして捕らえさせた。
劉邦は蒯通を釜で煮殺すよう命じるが、蒯通は「無実の罪で殺されるのは残念だ」とつぶやいた。なぜそう言うのかと訊ねてみると、蒯通は「古の盗賊・盗跖の飼っていた犬が聖人・堯に吠えたのは、堯が不仁の人だからではありません。ただ、主人以外の者だったから吠えたのです。当時、世の中には陛下のようになりたいと望む者が大勢いましたが、彼らを全て煮殺せますか?」と答えた。劉邦はこの返答を良しとして、蒯通は釈放された。
その後の蒯通の行方は定かではないが、晩年は戦国時代の遊説の士の策謀を論じ、自らの説を加えたものを述べて八十一首にまとめた論文『雋永』を残したと伝われている。